# Fortuna (navire)
Pour les articles homonymes, voir Fortuna.
Le Fortuna est un navire poseur de canalisations, battant pavillon russe, qui a déjà participé en 2019 à la construction du gazoduc du projet Nord Stream 2 en mer Baltique en même temps que l'Akademik Tcherski. En octobre 2020, le Fortuna a changé de propriétaire. Le précédent ayant refusé de participer au projet Nord Stream 2, en raison des sanctions américaines annoncées.
Depuis le 6 octobre 2020, le nouveau propriétaire de Fortuna est la société russe Universal Transport Group (en russe : ООО «Универсальная транспортная группа») enregistrée à Moscou depuis six ans et dont le directeur-général est Andreï Aprelenko. Le nom d'un autre propriétaire est utilisé par la presse russe (la société KVT-Rus) depuis l'annonce de sanctions effectives décidées par les États-Unis le 18 janvier 2021,.
Le navire, travaillait précédemment sous contrat d'affrètement et appartenait à la société luxembourgeoise Maritime Constructions Service. Cette dernière société pourrait d'ailleurs tomber sous le coups des sanctions américaines interdisant de participer à la réalisation de Nord Stream 2. Le but du changement de propriété opéré est que l'acquéreur présente, autant que faire se peut, le moins de surface possible aux sanctions annoncées par les États-Unis.

## Loi PEESA
Les difficultés provoquées par les sanctions américaines pour les navires qui participent au projet Nord Stream 2, publiées en octobre 2020 dans la loi PEESA (Protecting Europe’s Energy Security Act), seront des difficultés évidentes en matière de certification ultérieure des navires, sans compter les amendes infligées par le gouvernement des États-Unis à leurs propriétaires. Par ailleurs, le 26 décembre 2020, la société de certification norvégienne DNV a annoncé qu'en raison de l'annonce des sanctions américaines elle cessait d'entretenir et de vérifier les navires du projet Nord Stream 2 et leurs équipements.

## Autorisation allemande
Les autorités allemandes ont donné l'autorisation au Fortuna de participer à la pose des éléments du gazoduc pour la période du 5 au 31 décembre 2020. Pour janvier et les mois qui suivent en 2021, les travaux ne sont pas encore planifiés. Le changement de président aux États–Unis, principal adversaire de North Stream-2, aura lieu à partir du 1er janvier 2021. Par conséquent, de nombreux analystes suggèrent que durant le premier trimestre dans une situation de changement et peut être d'incertitude, de nouvelles sanctions ne seront pas introduites, ce qui signifie qu'il y aura une «fenêtre» pour le travail de pose de tuyaux déclare le professeur agrégé de l'Université russe d'économie Plekhanov Alexander Timofeev.
Le bateau, qui était à Wismar en novembre, est maintenant sur place et participe aux activités dans la zone maritime située entre le port allemand de Sassnitz-Mukran (base d'opération de Nord Stream 2) et Kaliningrad en même temps que l'Akademik Tcherski et que d'autres bateaux russes d'assistance technique diverse parmi lesquels les navires d'approvisionnement Katoun et Oumka et le navire multifonctionnel Mourman ,,
L'opérateur du projet Nord Stream signale que le 28 décembre 2020 les travaux pour la réalisation du gazoduc sur une longueur de 2,6 km dans la zone économique allemandes à une profondeur de moins de 30 mètres ont été achevés par le Fortuna durant ce mois de décembre.
Il reste une peu plus de 150 km à achever dont 120 km dans les zones danoises et 30 km dans les eaux allemandes. Les travaux reprendront en principe le 15 janvier 2021

## Nouvelles sanctions américaines
Les États-Unis ont annoncé par le site officiel du Trésor américain le 19 janvier 2021 imposer des sanctions contre le propriétaire du navire russe Fortuna, propriété de la société KVT-rus ainsi que contre la compagnie Rustanker et les navires Maxime Gorki et Sierra.
Entretemps, la compagnie d'assurance zurichoise Zurich Insurance Group a annoncé son retrait du projet Nord Stream2 par crainte des sanctions américaines.

## Reprise des travaux
Le 22 janvier 2021 le Fortuna est revenu dans la zone d'achèvement du gazoduc Nord Stream 2 près de la frontière Dano-allemande. Le 25 janvier 2021 il a recommencé à travailler à la construction du gazoduc dans les eaux du Danemark. Il semblerait que ce soient seulement des travaux de maintenance qui ont été réalisés après le 22 janvier, et ceci pour des raisons soit techniques, soit politiques (annonce des sanctions américaines).

## Sanctions américaines
Depuis le 19 janvier 2021, le Fortuna se trouve soumis à des sanctions annoncées par les États-Unis. C'est la première fois que sont introduites des sanctions dont la menace avait été précédemment annoncée dans ce projet Nord Stream. Toutefois, on ne sait pas comment les sanctions contre le Fortuna seront appliquées. Les dispositions standard sur les sanctions habituelles -interdiction des transactions et  blocage des comptes - ne fonctionnera probablement pas, car le propriétaire du navire a changé plusieurs fois et il est peu probable qu'il se soucie des restrictions possibles, indique le document de l'édition allemande de Handelsblatt. Par contre les sanctions américaines contre les navires russes permettront aux pays alliés du Nord de l'Europe de refuser l'accès à leurs ports et rendront la conclusion de contrats commerciaux difficile sinon impossible avec des pays européens.

## Poursuite des travaux
Le navire Fortuna achève en mai 2021 la construction du gazoduc Nord Stream 2 dans les eaux danoises et entrera dans quelques jours dans la zone allemande de la mer Baltique, si les effets de la procédure en cours devant les tribunaux, initiée par les écologistes allemands (dont l'organisation Naturschutzbund Deutschland), le lui permet. Par jour, le navire pose 1 000 mètres à 1 500 mètres, ce qui est un record pour un navire positionné à l'ancre. Pendant plus d'un mois la péniche a été forcée de rester inactive à cause des tempêtes, ce qui a réduit sa vitesse moyenne de pose à 400 mètres. Fin mai 2021, son activité devrait se terminer dans le eaux danoises et fin juin dans les eaux allemandes. Malgré la procédure introduite devant les tribunaux allemands l'Agence fédérale maritime et hydrographique allemande (BSH) a étudié la question et a conclu que la fin de la période de repos des oiseaux se situant fin mai il ne faut pas s'attendre à un impact significatif sur les espèces d'oiseaux protégées. Le (BSH) a donc décidé d'autoriser la poursuite des travaux dans la zone allemande sans interruption après la fin de ses activités dans la zone danoise. Au rythme de 500 mètres par jour, le navire devrait achever ses travaux en septembre.
Mais une nouvelle demande urgente de l'organisation Naturschutzbund Deutschland devant le tribunal administratif de Hambourg le 21 mai 2021 a de nouveau arrêté la construction du gazoduc de Nord Stream dans les eaux territoriales allemandes. L'autorisation récente donnée par l'Agence fédérale maritime et hydrographique allemande (BSH) a fait l'objet d'une nouvelle procédure judiciaire engagée par l'organisation écologiste.
Le tribunal de Hambourg compétent a partagé l'opinion des écologistes de Naturschutzbund Deutschland et a répondu qu'il était incompréhensible de la part de la BSH d'autoriser les travaux de pose sur Nord Stream 2 malgré la période de repos des oiseaux au mois de mai en l'absence de décision du tribunal quant à la première demande introduite. En conséquence, la BSH a retiré la possibilité donnée à Nord Stream de poursuivre les travaux et s'est vu reprocher par le tribunal administratif d'avoir donné l'autorisation de poursuivre les travaux dans les eaux allemandes.

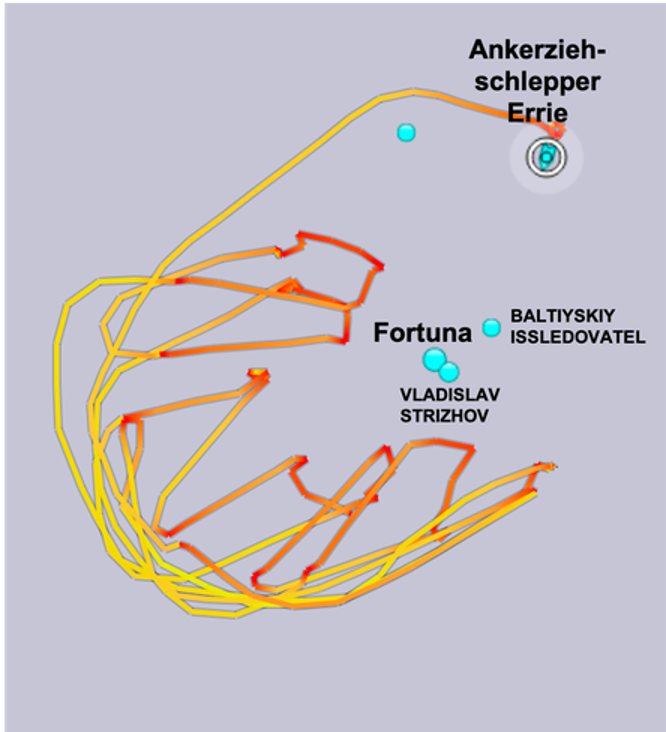
Le remorqueur d'ancrage Errie dépose les ancres dans le sens de déplacement dans lequel la Fortuna s'avance à l'aide de ses treuils

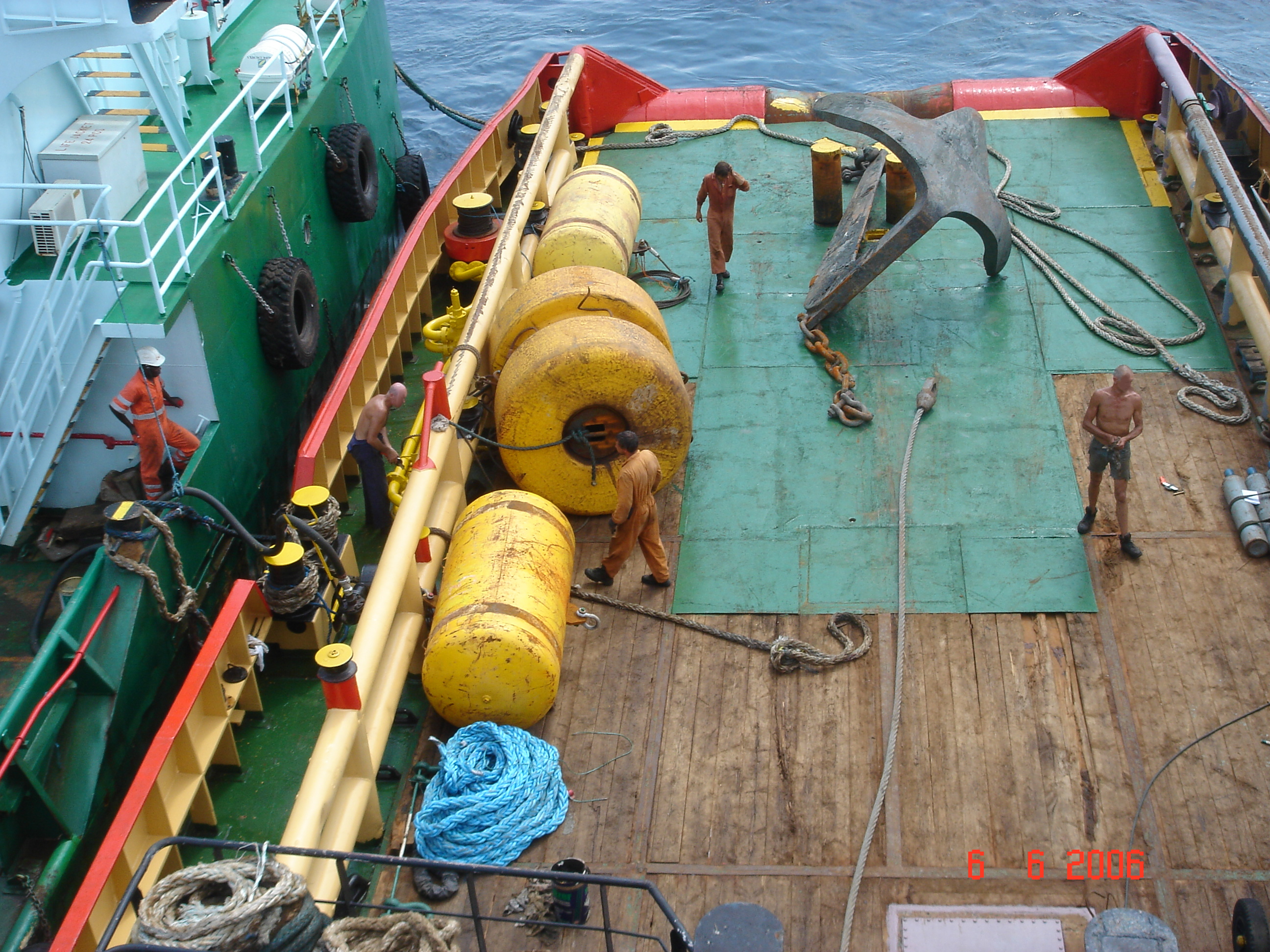
Ancres d'un remorqueur de manutention d'ancre

L'annonce de l'accord à propos de Nord stream 2 entre les États-Unis et l'Allemagne a été transmise par Victoria Nuland sous-secrétaire d'État pour les Affaires politiques (en) le 21 juillet 2021. Celui-ci comprend la levée des sanctions américaines et devrait permettre la poursuite des travaux jusqu'à leur achèvement prévu pour cet été.

## Données de l'enregistrement du bateau
- Capacité brute : 40 978 tonnes
- Tirant d'eau : 7 mètres
- Poids : 12 293 tonnes
- Fabricant : Shanghai Zhenhua Heavy Industries
- Longueur : 171 mètres
- Largeur : 46 mètres
- Année de construction : 2010
- Date d'enregistrement : 6 octobre 2020
- Indicatif : UBDP8[15].
- Positionnement: au lieu d'un positionnement dynamique, le navire est positionné par douze treuils d'ancrage de 20 tonnes chacun posés par des remorqueurs.
- Sous le pont se trouvent des logements pour 310 personnes.
- Au-dessus du pont existe une terrain d'atterrissage d'hélicoptère
- Alimentation en énergie par quatre générateurs diesel d'une puissance de 2 500 kw chacun.